# Pseudomys bolami
Il topo australiano di Bolam (Pseudomys bolami  Troughton, 1932) è un roditore della famiglia dei Muridi endemico dell'Australia.

## Descrizione
Roditore di piccole dimensioni, con la lunghezza della testa e del corpo tra 57 e 77,1 mm, la lunghezza della coda tra 78,6 e 96,2 mm, la lunghezza del piede tra 18,4 e 20,1 mm, la lunghezza delle orecchie tra 15,2 e 18,6 mm e un peso fino a 21 g.

Le parti superiori variano dal bruno-olivastro al bruno-giallastro e sono cosparse di peli nerastri. Le orecchie sono lunghe e rotonde. Le parti ventrali sono bianche. La linea di demarcazione lungo i fianchi è netta. Le mani e i piedi sono bianchi. La coda è più lunga della testa e del corpo, ricoperta densamente di lunghi peli, marrone sopra e più chiara sotto.

## Biologia

### Comportamento
È una specie notturna.

### Alimentazione
Si nutre di semi, germoglie e anche insetti.

## Distribuzione e habitat
Questa specie è diffusa in Australia Occidentale meridionale, Australia Meridionale e nell'estrema parte settentrionale e sud-occidentale del Nuovo Galles del Sud.
Vive in boscaglie, aree di Mallee e savane di Acacia su terreni argillosi e sabbiosi.

## Conservazione
La IUCN Red List, considerato il vasto areale, la presenza in diverse aree protette e la popolazione numerosa, classifica P.bolami come specie a rischio minimo (Least Concern).